# Rivula apsidiphora
Rivula apsidiphora är en fjärilsart som beskrevs av Joannis 1929. Rivula apsidiphora ingår i släktet Rivula och familjen nattflyn. Inga underarter finns listade.